# مراد هوفمان
مراد ويلفريد هوفمان (بالألمانية: Murad Wilfried Hofmann) (6 يوليو 1931 في أشافنبورغ - 13 يناير 2020 في بون)، كان محامياً ودبلوماسياً وكاتباً ألمانياً. اعتنق هوفمان الإسلام عام 1980. قام بتأليف العديد من الكتب عن الإسلام، منها رحلة إلى مكة المكرمة والإسلام: البديل. تركزت العديد من كتبه ومقالاته على وضع الإسلام في الغرب، وبعد 11 سبتمبر على وجه الخصوص، في الولايات المتحدة. كما أنه أحد الموقعين على "مبادرة كلمة سواء"، وهي رسالة مفتوحة لعلماء المسلمين للقادة المسيحيين، تدعو إلى السلام والتفاهم.

## ولادته وتحصيله
ولد مراد ويلفريد هوفمان لعائلة كاثوليكية في 6 يوليو 1931 في أشافنبورغ، وهي بلدة كبيرة تابعة إدارياً لمنطقة فرنكونيا السفلى في شمال غرب بافاريا. تربطه صلة قرابة بهوغو بال، أحد مؤسسي الحركة الدادائية. كان منتميا لشبيبة هتلر عندما كان في سن التاسعة من العمر، ولكن إلى جانب ذلك كان منتميا إلى عصبة محظورة مناهضة للنازية في ذات الوقت. بعد أن نال الشهادة الثانوية من مدرسة أشافنبورغ وكان الأول على صفه بدأ دراسته في عام 1950 من منحة (التعليم العالي من أجل السلام الدائم) وكان ضيف في أخوية بساي إيبسلون ‏ في كلية الاتحاد في مدينة سكنيكتادي (ولاية نيويورك الأمريكية) مع التركيز على علم الاجتماع وقانون العمل والأدب الأنجلو أمريكي.
ثم درس القانون في جامعة ميونخ. أكمل دراساته في 27 فبراير 1955 بعد أن اجتاز امتحان الدولة الأول في القانون وفي 27 فبراير 1957 مع امتحان الدكتوراه حول موضوع حماية المحاكم من تأثير واستخفاف الصحافة وفقاً للقانون الألماني والأمريكي (Contempt of Court by Publications) على يد الدكتور رودولف بوله.
خلال فترة عمله متدربًا قانونيًّا في ميونخ من عام 1955 إلى عام 1959 عمل هوفمان أيضًا مساعدًا لقانون المرافعات المدنية في جامعة ميونيخ (البروفيسور ليو روزنبرغ؛ البروفيسور رودولف بوله) وفي مكاتب المحاماة الألمانية والأمريكية (فينكلمان؛ أول ونور؛ ميلتون م. كروك). اجتاز امتحان الدولة الثاني في القانون في 27 أبريل 1959 في ميونخ.
من 1960 إلى 1961 درس القانون الأمريكي في كلية الحقوق بجامعة هارفارد في كامبريدج، ماساتشوستس، اختصاص قانون العقود، وقانون المرافعات المدنية والقانون المقارن. وفي الوقت نفسه عمل هناك مساعدَ أبحاث للمحكمة العليا في موضوع: «ما هي الأسباب التي أدت إلى إصلاح قانون الإجراءات المدنية في الولايات الألمانية من 1750-1830؟».
وحصل بعدها على الدكتوراه في القانون.

## أعماله ووظائفه
في عام 1961 التحق بوزارة الخارجية وعمل في السلك الدبلوماسي حتى عام 1994، في البداية في القنصلية الألمانية العامة في الجزائر العاصمة، حيث عاصر الحرب الجزائرية بشكل مباشر. من عام 1970 إلى عام 1972 عمل في قسم التخطيط في وزارة الخارجية برئاسة السفير ديرك أونكين. من عام 1973 إلى عام 1976 كان نائب رئيس الوفد الألماني في مفاوضات تخفيضات القوات المتبادلة والمتوازنة بين حلف الناتو وحلف وارسو في فيينا. من 1979 إلى 1983 ترأس وحدة «الناتو والدفاع» في وزارة الخارجية في بون. من عام 1983 إلى عام 1987 عمل مديراً للمعلومات في حلف الناتو في بروكسل. من عام 1987 إلى عام 1990 كان سفيراً لألمانيا في الجزائر. ثم شغل نفس المنصب في المغرب حتى عام 1994.
عمل خبيرًا في مجال الدّفاع النّووي في وزارة الخارجية الألمانية وكان إسلامه موضع جدل بسبب منصبه الرّفيع في الحكومة الألمانية. وعمل مديرًا لقسم المعلومات في حلف الناتو في بروكسل من عام 1983 حتى 1987 ثم سفيرا لألمانيا في الجزائر من 1987 حتى 1990 ثم سفيرا في المغرب من 1990 حتى 1994.
كان مولعا برقص الباليه حتى أنه أعطى دروسًا فيه وتعلم العزف على طبول الجاز. وأسس رابطة محبي الباليه في ميونخ. وعمل لسنوات طويلة ناقدًا لفن الباليه في مجلات متخصِّصة. عمل منذ الخمسينيات في سفارة ألمانيا الاتحادية في الجزائر، وهذا ما جعله يشاهد من قرب الثورة الجزائرية التي يبدو أنها أثارت اهتمامه الشديد ودفعته للتأمُّل. صاحب العديد من الكتب التي تتناول مستقبل الإسلام في إطار الحضارة الغربية وأوربا.

## إسلامه
في عام 1980 اعتنق هوفمان دين الإسلام (السني) في بون. واِعْتَمَرَ منذ عام 1982 سبع مرات وأدى فريضة الحج مرتين (1992 و 2003). وألقى منذ عام 1994 الكثير من المحاضرات في أوروبا الغربية والولايات المتحدة والعالم الإسلامي. كما كان عضواً كامل العضوية في مؤسسة آل البيت للفكر الإسلامي في عمان، ومستشاراً وعضواً فخرياً في المجلس المركزي للمسلمين في ألمانيا وعضواً في المجلس الشرعي لمصرف البوسنة الدولي في سراييفو. من 1994 إلى 2008 ألقى حوالي 350 محاضرة حول مواضيع إسلامية في 31 دولة. في عام 2008 أُختير من قراء المجلة الإسلامية ك«أهم شخصية مسلمة في ألمانيا». في عام 2009 سُمي «شخصية العام الإسلامية» في دبي. في أعوام 2009 و 2010 و 2011 و 2017 تم إدراجه في قائمة أهم 500 شخصية مسلمة في العالم من قبل مركز الأمير الوليد بن طلال للتفاهم الإسلامي المسيحي بجامعة جورج تاون ومركز الدراسات الإستراتيجية الإسلامية في الأردن.
يذكر د. هوفمان أن من أسباب تحوله إلى الإسلام: ما شاهده في حرب الاستقلال الجزائرية، وولعه بالفن الإسلامي إضافة إلى التناقضات الكثيرة التي تواجهه في العقيدة المسيحية.

## مؤلفاته
- كتاب: الإسلام كبديل (الذي أحدث ضجة كبيرة في ألمانيا).
- كتاب: يوميات ألماني مسلم.
- كتاب: الإسلام في الألفية الثالثة: ديانة في صعود.
- كتاب: رحلة إلى مكة.
- كتاب: الإسلام عام ألفين
- كتاب: الطريق إلى مكة
- كتاب: الرحلة إلى الإسلام: يوميات دبلوماسي ألماني (كتاب)

## تكريمه
- في عام 1984 نال وسام استحقاق جمهورية ألمانيا الاتحادية برتبة فارس.
- في عام 2009 أعلنه محمد بن راشد آل مكتوم «شخصية العام الإسلامية» كجزء من جائزة دبي الدولية للقرآن الكريم.[5]
- في عام 2010 قلده الملك عبد الله الثاني بن الحسين وسام الحرية من الدرجة الأولى، وهو أعلى وسام يُمنح للأجانب.[6]

## أسرته
من عام 1961 وحتى وفاته كان هوفمان متزوجًا إليزابيت آن غريفث، التي أنجبت ابنه جون تشاسكي ألكسندر هوفمان عام 1963. ومن عام 1972 إلى 2002 كان متزوجًا عازفة القيثارة التركية بلبن أوز (Bülben Uz).

## وفاته
توفي مراد هوفمان في مدينة بون، يوم الاثنين 13 يناير 2020م، عن عمر ناهز 89 عامًا، بعد صراع طويل مع المرض.

## وصلات خارجية
- الإسلام والغرب على يوتيوب، برنامج مباشر مع، قناة الجزيرة مباشر، 22 نوفمبر 2009
- مراد هوفمان: تجديد الإسلام سيأتي من الغرب، إسلام أون لاين، 14 يناير 2004
- هكذا أسلم الدكتور مراد هوفمان، من كتاب: «ربحت محمدا ولم أخسر المسيح»، موقع صيد الفوائد
- الإسلام يتعرض للهجوم (د. مراد هوفمان) الجزء2/7 على يوتيوب